# Schiffskrone

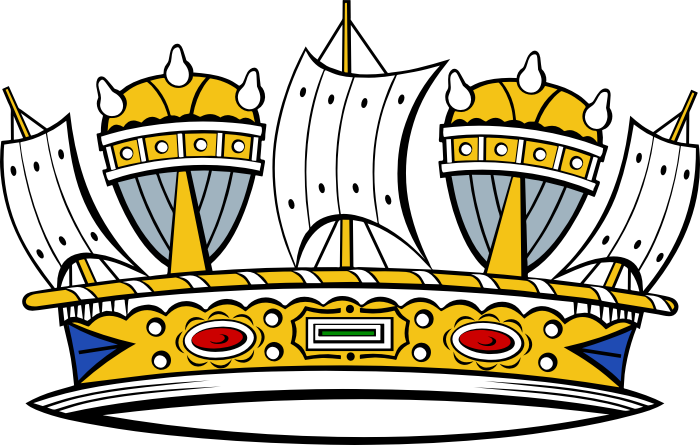
Schiffskrone

Die Schiffskrone (naval crown) ist eine Besonderheit über englischen Wappen. 

## Beschreibung
Auf dem Stirnreif sind sogenannte Schiffsschnäbel (Bug) und Segel aufgesetzt. In der Kronenmitte ist das Heck  eines Segelschiffes  nachgebildet.
Sichtbar ist zwischen zwei geblähten Segeln am Mast eine ganze Bugspitze und rechts und links nur noch schmale Schiffsschnäbel. Die komplette Krone hat zwischen vier Segel wechselnd vier Spitzen.
In der englischen Heraldik übernimmt diese Krone die Funktion der in Deutschland verbreiteten Mauerkrone in der Stadtheraldik.
Beispiel ist die Kronkolonie Hongkong zur britischen Zeit.
Die Schiffskrone Corona navalis war auch eine Auszeichnung des römischen Militärs.

## Beispiele

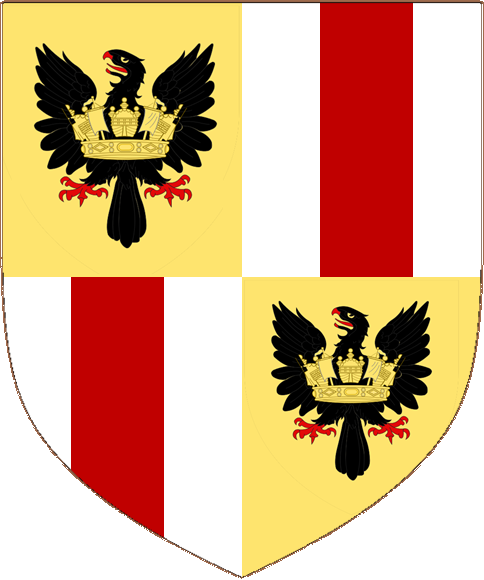
Earl of Northesk Schiffskrone im Wappen
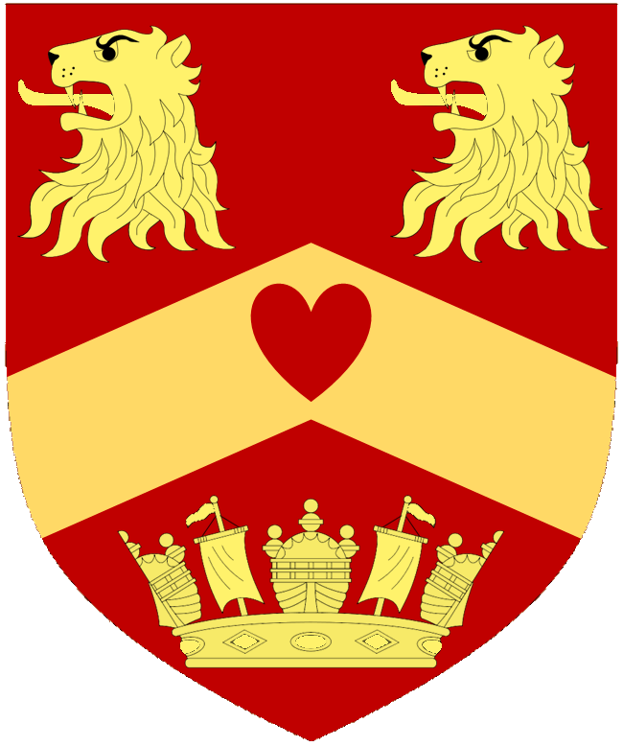
Viscount Bearsted Schiffskrone im Wappen
Wappen Chiles mit der Schiffskrone gekrönte Schildhalter
Burgas mit Schiffskrone gekrönter Wappenschild